# Биркенфелде
Биркенфелде (њем. Birkenfelde) општина је у њемачкој савезној држави Тирингија. Једно је од 89 општинских средишта округа Ајхсфелд. Према процјени из 2010. у општини је живјело 587 становника. Посједује регионалну шифру (AGS) 16061007.

## Географски и демографски подаци
Биркенфелде се налази у савезној држави Тирингија у округу Ајхсфелд. Општина се налази на надморској висини од 285 метара. Површина општине износи 8,3 km².

## Становништво
У самом мјесту је, према процјени из 2010. године, живјело 587 становника. Просјечна густина становништва износи 70 становника/km².